# Luc Van Lierde
Luc Van Lierde (Brugge, 14 april 1969) is een Belgische triatleet. Hij won de Ironman Hawaï (2x), de Ironman Europe (1x) en de Ironman Mexico (1x). Ook werd hij tweemaal wereldkampioen op de lange afstand en eenmaal Europees kampioen triatlon op de olympische afstand.

## Biografie
Zijn internationale carrière begon in 1990, toen hij vierde werd op het wereldkampioenschap olympische afstand. Tussen 1990 en 1995 behaalde hij drie keer de top tien in het Europees kampioenschap triatlon. In 1995 won hij zilver op het wereldkampioenschap triatlon en ook zilver op het Europees kampioenschap olympische afstand.
In 1996 werd hij Europees kampioen op de olympische afstand en won zilver op het wereldkampioenschap olympische afstand. Hij won de 3/4 triatlon van Nice en werd vicewereldkampioen triatlon. Zijn grootste overwinning was die van de Ironman Hawaï. Hij won deze triatlon als eerste Europeaan in een recordtijd van 8:04:08.
In 1997 werd hij wereldkampioen triatlon op de lange afstand. Ook wint hij de Ironman Europe in Roth in een recordtijd van 7:50.27. Met deze tijd was hij snelste triatleet op de Ironman tot Marino Vanhoenacker deze tijd verbeterde in 7:45.58 op de Ironman Austria op 3 juli 2011. Wegens een operatie moet hij verstek laten gaan bij Ironman Hawaï. Twee jaar later wint hij deze wedstrijd voor de tweede maal in zijn sportieve loopbaan. Ditmaal won hij deze wedstrijd in een tijd van 8:17.17.
Na een lange afwezigheid werd hij in 2006 zestiende in de Ironman Hawaï. Een jaar later verbeterde hij zich al naar een tweede plaats op de Ironman Lanzarote en werd hij achtste op de Ironman Hawaï.

## Titels
- Wereldkampioen triatlon op de Ironman-afstand - 1996, 1999
- Wereldkampioen triatlon op de lange afstand - 1997, 1998
- Europees kampioen triatlon op de olympische afstand - 1996

## Onderscheidingen
- Sportman van het jaar (België) - 1997, 1999
- Nationale trofee voor sportverdienste - 1997
- Sportpersoonlijkheid van het jaar - 1999
- Vlaams Sportjuweel - 1996
- Vlaamse Reus - 1999

## Palmares

### triatlon
- 1990: 9e EK olympische afstand in Linz - 1:52.04
- 1990: 4e WK olympische afstand in Orlando - 1:53.01
- 1992: 7e EK olympische afstand in Lommel - 1:50.16
- 1993: 20e WK olympische afstand in Manchester - 1:56.10
- 1994: 11e EK olympische afstand in Eichstatt - 1:55.33
- 1995:  EK olympische afstand in Stockholm - 1:47.05
- 1995:  WK lange afstand in Nice - 5:48.23
- 1995: 10e WK olympische afstand in Cancún - 1:50.44
- 1996:  EK olympische afstand in Szombathely - 1:42.43
- 1996:  WK olympische afstand in Cleveland - 1:40.12
- 1996:  WK lange afstand in Muncie - 3:57.54
- 1996:  Ironman Hawaï - 8:04.08
- 1997:  WK lange afstand in Nice - 5:35.44
- 1997:  Ironman Europe - 7:50.27
- 1998:  WK lange afstand op Sado - 5:44.06
- 1998:  Ironman Hawaï - 8:31.57
- 1999:  Ironman Hawaï - 8:17.17
- 2000:  St. Croix Half Ironman - 2:31.39
- 2000:  Superman Triatlon - 3:59.01
- 2001: 12e EK olympische afstand in Funchal - 1:49.57
- 2001: DNF Ironman Hawaï
- 2002: 12e WK lange afstand in Nice - 6:32.27
- 2003:  Ironman Malaysia - 8:31.16
- 2003: DNF Ironman Hawaï
- 2004:  Iromman Malaysia - 8:48.02
- 2004: DNF Ironman Hawaï
- 2005: 5e Ironman 70.3 Hawaï - 4:31.51
- 2005: 8e Half Ironman UK - 4:28.38
- 2005: 4e Honu Half Ironman - 4:31.51
- 2005: 5e Muskoka - 2:43.00
- 2005: 202e Ironman Hawaï - 9:40.29
- 2006: 12e Ironman 70.3 California - 4:16.02
- 2006: 7e Ironman Lanzarote - 9:14.48
- 2006: 16e Ironman Hawaï - 8:37.12
- 2007:  Ironman Lanzarote - 8:59.13
- 2007: 8e Ironman Hawaï - 8:30.01
- 2008:  IronMan 70.3 Antwerpen - 3:46.32
- 2008: DNF Ironman Hawaï
- 2009:  Vienna City Triathlon - 3:56.44
- 2009: 4e Ironman 70.3 New Orleans - 3:57.13
- 2009: 6e EK lange afstand in Praag - 5:44.22
- 2009: 50e Ironman Hawaï - 9:14.59